# جون روبرت أندرسون (كيميائي)
جون روبرت أندرسون (بالإنجليزية: John Robert Anderson)‏ هو كيميائي أسترالي وأمريكي، ولد في 5 مارس 1928، وتوفي في 26 فبراير 2007.